# Strone
Strone är en ort i Storbritannien.   Den ligger i kommunen Argyll and Bute och riksdelen Skottland, i den nordvästra delen av landet, 600 km nordväst om huvudstaden London. Strone ligger 29 meter över havet och antalet invånare är 502.
Terrängen runt Strone är kuperad. Havet är nära Strone åt sydost. Runt Strone är det tätbefolkat, med 511 invånare per kvadratkilometer. Närmaste större samhälle är Greenock, 9,9 km öster om Strone. 